# Ефимов, Евгений Иванович
Евге́ний Ефи́мович Ефи́мов (3 марта 1908 — 19 апреля 1978), советский оператор и режиссёр документального кино, фронтовой кинооператор в годы Великой Отечественной войны. Заслуженный деятель искусств РСФСР (1968), лауреат Сталинской премии второй степени (1949).

## Биография
Родился 3 марта 1908 года в Москве. В 1926 году окончил Московский промышленно-экономический политехникум и кинокурсы имени Б. В. Чайковского. В 1926—1927 годах — лаборант, ассистент оператора кинофабрики «Госвоенкино». С 1927 года — оператор на 3-й фабрике «Совкино» в Москве. После службы в РККА в 1929—1930 годах работал в качестве ассистента оператора на игровых картинах «Межрабпомфильма»: «На льдине в океане» / «Бабий улов» (1931), «Друзья совести» / «Восстание в Руре» (1932), «Рваные башмаки» (1933), «Настенька Устинова» (1934), «Груня Корнакова» (1936), вторым оператором — на «Путь на Север» (1933). С 1936 года — на Московской студии кинохроники. В 1938 году принял участие в съёмках игровой картины «Победа» на «Мосфильме».
На фронтах Великой Отечественной войны с июля 1941 года, работал в киногруппах Северо-Западного, Ленинградского, Калининского, 2-го Украинского, 1-го Белорусского и Степного фронтов в паре с Николаем Лыткиным. В 1944 году был прикомандирован к Войску Польскому, снимал сюжеты для польской кинохроники.
После окончания войны — оператор и режиссёр на ЦСДФ. Кроме фильмов является автором сюжетов для кинопериодики: «Железнодорожник», «Новости дня», «Пионерия», «Советский спорт», «Союзкиножурнал» и других.
Член Союза кинематографистов СССР с 1957 года.
Скончался 19 апреля 1978 года в Москве. Похоронен на Новом Донском кладбище.

### Семья
Жена — Целестина Львовна Клячко (1907—1997), детский писатель, журналист.

## Фильмография
Оператор
- 1927 — Три ступени
- 1928 — Жемчужина восточного Крыма (Кара-Даг) (совместно с Ю. Серебряковым)
- 1929 — Путь свободен
- 1932 — Планеризм в СССР
- 1933 — Путь на Север
- 1936 — Ударом на удар (в соавторстве)
- 1937 — Над Арктикой
- 1938 — Если завтра война
- 1938 — Лётное училище
- 1938 — Лётчики
- 1939 — Казахстан
- 1939 — Комбайнеры Оськины
- 1939 — Коммунальное обслуживание Москвы (совместно с В. Ешуриным)
- 1939 — Москва коммунальная
- 1939 — Мясокомбинат Микояна
- 1939 — Навстречу ВСХВ (совместно с И. Толчаном)
- 1940 — Патриотки
- 1940 — Стахановцы ремонта комбайнов
- 1941 — Взятие Тихвина
- 1941 — По Татарстану (совместно с К. Соломахой)
- 1942 — На линии огня
- 1943 — Киноконцерт к 25-летию Красной армии (совместно с Е. Андриканисом, М. Гиндиным)
- 1943 — Советские танкисты
- 1944 — Майданек — кладбище Европы (совместно с А. Форбертом, В. Форбертом)
- 1944 — Сыны Югославии (совместно с А. Левитаном, Р. Халушаковым)
- 1945 — Варшава
- 1945 — Взятие Берлина
- 1945 — Отстроим Варшаву
- 1945 — Приезд Временного польского правительства в Варшаву
- 1946 — 25-летие Монгольской Народной Республики
- 1946 — Монгольская Народная Республика
- 1946 — От чистого сердца
- 1947 — Мастера высоких урожаев
- 1947 — Слава Москве
- 1948 — XXXI Октябрь (в соавторстве)
- 1948 — Демократическая Венгрия (совместно с С. Семёновым)
- 1949 — В честь семидесятилетия товарища И. В. Сталина. Спецвыпуск (совм. с С. Киселёвым, Г. Цветковым, З. Фельдманом, П. Шлыковым)
- 1949 — День Воздушного флота СССР (в соавторстве)
- 1949 — От чистого сердца (к 70-летию И. В. Сталина) (не выпущен; совместно с Е. Андриканисом)
- 1949 — Пушкинские дни (в соавторстве)
- 1950 — Советская Киргизия (совместно с Л. Котляренко, П. Опрышко, М. Прудниковым)
- 1951 — 1-е Мая 1951 года (в соавторстве)
- 1951 — Делегация дружбы (посещение СССР делегациями из Финляндии) (в соавторстве)
- 1952 — Волго—Дон (совместно с Б. Небылицким, Е. Лозовским, И. Михеевым)
- 1952 — Открытие Волго-Донского судоходного канала имени Ленина (в соавторстве)
- 1953 — Великое прощание (не выпущен; в соавторстве)
- 1953 — Дружественные встречи (совместно с Г. Епифановым, Б. Небылицким, И. Сокольниковым, В. Штатландом)
- 1953 — Лев Толстой
- 1954 — А. П. Чехов
- 1954 — ВДНХ
- 1955 — 1905 год
- 1955 — 50-летие русской революции 1905 года
- 1955 — В чудесном городе (совместно с И. Гутманом, А. Сёминым, А. Щекутьевым)
- 1955 — Город чудес
- 1955 — Мелодии фестиваля (совместно с С. Волем, И. Гутманом, А. Сёминым)
- 1955 — На Всесоюзной сельскохозяйственной выставке (совместно с Г. Захаровой, А. Левитаном, А. Сологубовым, А. Щекутьевым)
- 1955 — Счастье трудных дорог (совместно с А. Зенякиным, А. Кричевским)
- 1956 — Бернард Шоу (совместно с Л. Котляренко)
- 1956 — Кабульская промышленная выставка
- 1956 — Лейпцигская ярмарка
- 1956 — Международная выставка в Кабуле (совместно с Б. Шером, Б. Лавровым)
- 1956 — Ф. М. Достоевский
- 1957 — Афганистан (совместно с В. Лавровым, Б. Шером)
- 1957 — Здесь жил Ленин
- 1958 — Надежда Константиновна Крупская
- 1958 — СССР за сотрудничество между народами (совместно с А. Листвиным)
- 1959 — Говорит спутник (совместно с Л. Какошвили, А. Крыловым)
- 1959 — Н. К. Крупская
- 1959 — СССР за сотрудничество между народами
- 1959 — Чехов
- 1959 — Чехословацкое стекло
- 1959 — Шекспировский мемориальный театр в Москве (совместно с А. Хавчиным)
- 1960 — Живопись Великобритании
- 1961 — Автографы на льду (совместно с И. Горчилиным, Е. Мухиным, А. Сологубовым)
- 1961 — Выше самых высоких гор (совместно с А. Левитаном)
- 1961 — Цыганские напевы (совместно с Д. Рымаревым)
- 1962 — Тайна Страдивари
- 1962 — Шаги большой гимнастики (в соавторстве)
- 1963 — Наша Ярославна
- 1963 — Уходим в море (совместно с А. Левитаном)
- 1964 — Имени Войтовича
- 1964 — Искусство миллионов (совместно с Ю. Буслаевым)
- 1964 — Начало великого пути
- 1965 — В мире прекрасного
- 1965 — На самом большом стадионе
- 1965 — Национальные спортивные игры
- 1967 — Ветер века
- 1967 — Этого вы не видели (о Центральном государственном архиве кинофотодокументов СССР)
- 1968 — Склероз совести
- 1969 — Письмо китайскому другу
- 1969 — Радушие Афганской земли (совместно с Л. Максимовым)
- 1970 — Великий план
- 1970 — Фронтовики, оденьте ордена!
- 1971 — Великий план
- 1971 — Ночь над Китаем (совместно В. Буховцевой, Л. Копысовым)
- 1971 — Под Москвой в Мытищах (о Мытищинском комбинате «Стройпластмасс»)
- 1975 — Шагреневая кожа (фильм-спектакль)

Режиссёр
- 1939 — Комбайнеры Оськины (совместно с Г. Кумяльским)
- 1961 — Цыганские напевы
- 1962 — Поёт Государственный академический хор Советского Союза
- 1962 — Тайна Страдивари
- 1963 — Уходим в море
- 1964 — Начало великого пути
- 1965 — В мире прекрасного
- 1965 — На самом большом стадионе
- 1965 — Национальные спортивные игры

## Награды и звания
- орден Знак Почёта (17 июня 1937)[6] — за съёмки трансарктического перелёта на самолёте Н-120 по маршруту Москва — мыс Челюскин;
- медаль «За оборону Сталинграда» (1943);
- медаль «За оборону Ленинграда» (1943);
- орден «Крест Грюнвальда» III степени (1943; Польская Народная Республика);
- медаль «За взятие Берлина» (1945);
- медаль «За освобождение Варшавы» (1945);
- медаль «За победу над Германией в Великой Отечественной войне 1941—1945 гг.» (1945);
- орден Полярной звезды (Монголия) (27 июля 1946 года; за съемки документального фильма «25-летие Монгольской Народной Республики»)[6];
- Сталинская премия второй степени (1949) — за фильм «Демократическая Венгрия» (1948)[7];
- орден Заслуг Венгерской Народной Республики III степени (1951)[6];
- заслуженный деятель искусств РСФСР (1968)[6].